# Лили и море
«Лили и море» (фр. Grand Marin) — французский фильм 2022 года, дебютная полнометражная картина актрисы Динары Друкаровой.

## Сюжет
По мотивам одноимённого автобиографического романа Катрин Пулен.
Лили бросила все и отправилась на край света в Исландию, чтобы осуществить свою мечту — рыбачить в Северных морях. У неё нет ни визы, ни разрешающих работу документов. Но она убеждает Йена, капитана рыболовецкого траулера «Бунтарь», дать ей шанс и взять с собой в море. Она единственная женщина в команде. Она преодолеет скептицизм в глазах рыбаков, и будет иметь право на равную с ними оплату за труд, завоюет всеобщее уважение благодаря своей решимости и мужеству — за хрупкой внешностью скрывается несгибаемая воля ведущая к свободе заниматься любимым делом.

## В ролях
- Динара Друкарова — Лили
- Сэм Лувик — Иен
- Бьёрн Хлинюр Харальдссон — Джуд
- Хьёртур Иоханн Йонссон — Дэвид
- Дилан Робер — Симон
- Джесутасан Антонитасан — Джесус
- Магне Брекке — Крис

## Съёмки
Съёмки велись в Исландии пять месяцев, начиная с января 2021 года, сцены в море снимали в июне за 23 дня на настоящем рыболовном судне, «Бунтарь» — это его реальное название, на борту было 7 человек экипажа и 7 человек съёмочной группы: 3 оператора, 2 звукооператора, ассистент режиссера, и режиссёр она же актриса.
Фильм фактически французский, продюсеры — Карин Леблан и Марианн Слот (французская кинокомпания «Slot Machine»), с десятком сопродюсеров из Франции, Ирландии и Бельгии, в том числе Жюли Гайе, Бенедикт Эрлингссон, Оливье Пере (Arte France), Надя Туринцев, Женевьева Лемаль, от российской стороны Сергей Сельянов (СТВ) и Антон Малышев (Фонд кино).

## Литературная и реальная основа
Фильм снят по одноимённому автобиографическому роману Катрин Пулен (Catherine Poulain).
Автор романа бросила школу, уехала с рюкзаком в путешествие. Сначала собирала виноград во Франции, потом уехала в Канаду — собирала яблоки. Потом оказалась в Исландии — работала на рыбной фабрике. Потом её занесло на Аляску, где она поступила на рыболовный траулер. У неё не было документов, ее поймали миграционные службы и отправили обратно во Францию, где она пастушкой овец, уходя в горы на два месяца. Однажды журналистка пришла делать с ней интервью по поводу того, как волки съедают овечек, а ознакомившись с её дневником, предложила написать по нему книгу. В 55 лет это изменило её жизнь. Она стала писать книги о своей жизни, но по-прежнему не оставила физический труда занимаясь тем же с чего начала — сбором винограда.
Книга вышла в 2016 году под названием «Grand Marin», стала бестселлером (70 000 экземпляров было продано в течение нескольких месяцев после публикации) и была отмечена рядом литературных премий, в том числе стала финалистом Гонкуровской премии за первый роман уступив победившему роману «Наши рененые братья» Жозефа Андраса четырьмя голосами против пяти.
Фильм сюжетом отличается от книги — снят только по её части: книга длинная и там намного больше и персонажей, и период, который проживает в книге героиня тоже намного дольше. В книге действие происходит в 1980—1990-х годах, в фильм же действие перенесено в современность. В книге действие происходит на Аляске, а в фильме в Исландии.

— Мне не хотелось делать дословную экранизацию. Главное в этой истории — человек, который хочет бросить всё и уехать на край света, чтобы познать себя и обрести внутреннюю свободу. И через историю Катрин я рассказала и свою личную историю. Думаю, не только мою.
— Почти все герои фильма — иностранцы, считывают ли они, что ваша героиня из России? Насколько для них важен национальный вопрос?

— Тут все не местные. Они все говорят с акцентами, зачастую и на разных языках. Я не конкретизирую, что действие происходит именно в Исландии, гораздо важнее образ края света, места, где заканчивается Земля.— из интервью режиссёра фильма Динары Друкаровой журналу «Сеанс»

## Показ
Мировая премьера картины состоялась 19 сентября 2022 года в рамках программы «Новые режиссеры» Кинофестиваля в Сан-Себастьяне. Сразу после фильм был показан в Санкт-Петербурге на кинофестивале «Послание к человеку» в октябре 2022 года. 22 декабря фильм был представлен режиссёром в Москве в кинотеатре «Октябрь», вышел в кинопрокат в России 26 января 2023 года.

## Критика
Это простой и лаконичный дебютный художественный фильм, в котором режиссер сыграла замечательную роль, которая сама собрала актерский состав, состоящий из представителей разных национальностей […], которые прекрасно чувствуют себя в исландской среде, почитая природу во всех ее проявлениях— французский кинокритик Фабьен Лемерсье, портал «Cineuropa»
Критик французской газеты «Les Echos» отмечал, что, несмотря на легкий сценарий и сюжетные повороты, которые иногда кажутся искусственными, этот зажигательный первый фильм доказывает, что Динара Друкарова не только талантливая актриса, но и уже, вдохновенный режиссёр, а журнал «Paris Match» написал, что хотя аргументация неубедительна, но удовольствие заключается в другом: в описании небольшого сообщества рыбаков и особенно в красоте исландских деревень и пейзажей, увековеченных финским оператором Тимо Салминеном.

## Рецензии
- Валерий Кичин — Известная актриса Динара Друкарова представила свой режиссерский дебют «Лили и море» // Российская газета — Федеральный выпуск: № 3(8948) от 10 января 2023
- Лидия Маслова — Морская душа — потемки: на экраны выходит режиссерский дебют Динары Друкаровой «Лили и море» // Фонтанка.ру, 26 января 2023
- Гульназ Давлетшина — Долгое плавание к свободе: рецензия на фильм «Лили и море» // Фильм.ру, 10.01.2023
- Екатерина Визгалова — «Лили и море»: Чего хочет женщина // Кино-Театр.ру, 24 января 2023
- Анастасия Кошелкина — Рецензия на фильм «Лили и море»: драма, ломающая стереотип про «женщину на корабле» // Вокруг ТВ, 27 января 2023
- Юлия Шагельман — Женщина на борту в фильме «Лили и море» // Коммерсантъ, 9 января 2023
- Тимур Алиев — «Лили и море» Динары Друкаровой: право на свободу // КиноТВ, 27 января 2023
- Fabien Lemercier — Review: Woman at Sea // Cineuropa, September 19, 2022